# Théorème de Feuerbach
Pour un article plus général, voir Cercles inscrit et exinscrits d'un triangle#Théorème de Feuerbach.
 (février 2023).
Si vous disposez d'ouvrages ou d'articles de référence ou si vous connaissez des sites web de qualité traitant du thème abordé ici, merci de compléter l'article en donnant les références utiles à sa vérifiabilité et en les liant à la section « Notes et références ».
En mathématiques, le théorème de Feuerbach, du nom du mathématicien Karl Feuerbach, affirme que dans un triangle, le cercle d'Euler est tangent au cercle inscrit et aux trois cercles exinscrits. Les points de contact sont appelés points de Feuerbach du triangle.

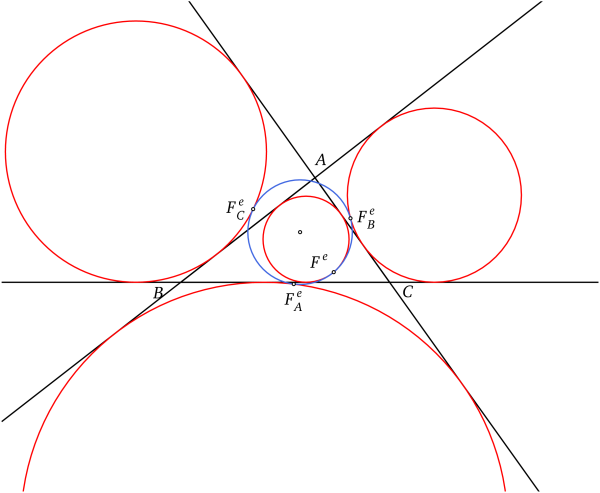
Triangle de Feuerbach.

## Points de Feuerbach
Les trois points de tangence {\displaystyle F_{A}^{e},F_{B}^{e},F_{C}^{e}} des cercles exinscrits forment le triangle de Feuerbach du triangle ABC.

Alignement du point de Feuerbach inscrit avec les centres des cercles.

Le point de Feuerbach Fe, point de contact du cercle d'Euler et du cercle inscrit, est situé sur la droite des centres (IJ), avec I le centre du cercle inscrit et J le centre du cercle d'Euler.
Soit S, le point de concours des droites {\displaystyle AF_{A}^{e},BF_{B}^{e},CF_{C}^{e}}. Alors les points J, I, S et le point de Feuerbach Fe sont alignés et en division harmonique.

Le point S, les centres I et J et le point de Feuerbach F_{e} sont alignés.

Le point de Feuerbach Fe appartient aussi au cercle circonscrit du triangle cévien du centre I du cercle inscrit, ce dernier étant tangent en Fe au cercle inscrit et au cercle d'Euler.

Le cercle, circonscrit au triangle formé par les pieds des bissectrices, passe par le point de Feuerbach.

## Six autres droites concourantes au point de Feuerbach
Trois droites symétriques des côtés du triangle de contact

Soit O le centre du cercle circonscrit et iA, iB, iC les points de contact du triangle ABC avec son cercle inscrit.

Les trois droites symétriques de la droite (IO), par rapport aux côtés du triangle de contact iAiBiC, passent par le point de Feuerbach.
Trois droites symétriques des côtés du triangle de Feuerbach
Les trois droites symétriques de la droite (IO), par rapport aux côtés du triangle de Feuerbach  {\displaystyle F_{A}^{e}F_{B}^{e}F_{C}^{e}}, passent par le point de Feuerbach.

## Théorème de Feuerbach-Ayme dans un triangle rectangle

Le cercle de diamètre [O_{B}O_{C}] passe par le point de Feuerbach.

Soit ABC un triangle rectangle en A, H le pied de la hauteur de ABC sur (BC), OB et OC les centres des cercles inscrits dans les triangles AHB et AHC, et F0 le point de Feuerbach inscrit du triangle ABC ; alors les droites (C’OB) et (B’OC) sont orthogonales et se coupent au point de Feuerbach. Le cercle de diamètre [OBOC] passe par F0.
Remarque : outre le point de Feuerbach, le cercle de diamètre [OBOC] contient le pied H de la hauteur issue de A, le point de contact du cercle inscrit dans ABC avec le côté (BC) et les points d'intersection des bissectrices des angles aigus B et C avec la droite des centres (B’C’). Ces deux derniers points sont aussi situés sur les bissectrices en A des triangles AHB et AHC.